# Mogami (Klan)

Wappen der Mogami

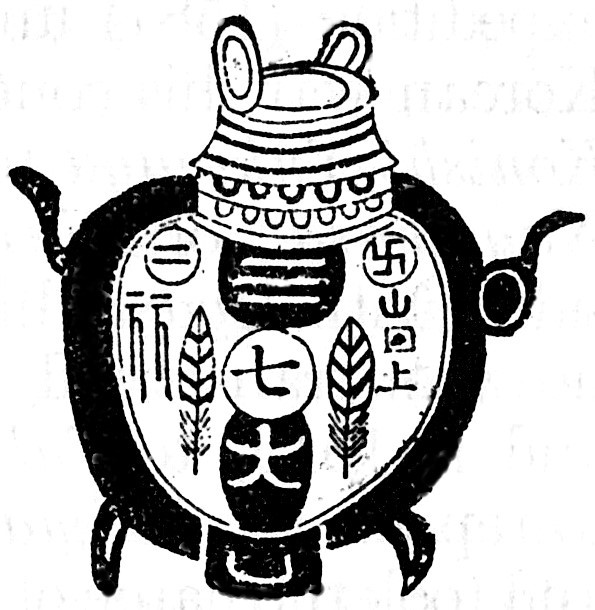
Siegel des Yoshiakira

Die Mogami (japanisch 最上氏, Mogami-shi) waren eine Familie des japanischen Schwertadels (Buke) der Sengoku-Zeit aus der Provinz Dewa. Ihren Rang als Daimyō verloren sie bereits 1632. 

## Genealogie
- Yoshiakira (義光; 1540–1614), Sohn des Yoshimori (義守; 1521–1590), nutzte die Schwäche des Shogunats gegen Ende der Sengoku-Zeit und vergrößerte sein Gebiet zu Lasten seiner Nachbarn. Er unterwarf sich dann aber Toyotomi Hideyoshi und gab seine Tochter  Hidetsugu, Toyotomi Hideyoshis Adoptivsohn, zur Frau. Als Hidetsugu in Ungnade fiel und 1595 sein Leben verlor, verlor trotz Bitten Yoshiakiras auch seine Tochter und deren Kinder ihr Leben. So war es kein Wunder, dass Yoshiakira sich Tokugawa Ieyasu anschloss und sich an der Schlacht von  Sekigahara im Jahr 1600 beteiligte, wo er gegen Uesugi Kagakatsu focht. Yoshiakira baute die Burg Yamagata zu endgültigen Größe aus. Nach 1600 wurde ihm ein Einkommen von 250.000 Koku zugesprochen.
- Iechika (家親; 1582–1617), Sohn Yoshiakiras, führte die Linie weiter.
- Yoshitoshi (義俊; 1605–1632), Sohn Iechikas, verlor 1622 wegen schlechter Amtsführung sein großes Herrschaftsgebiet und wurde mit einem Einkommen von nur 10.000 Koku nach Ōmori (Provinz Ōmi) versetzt. Er starb ohne Nachkommen, sodass diese Linie erlosch.

Mogami-Nachkommen aus anderen Linien bekleideten weiterhin ein Hofamt. 